# Temporada da NFL de 1952
A Temporada de 1952 da NFL foi a 33ª temporada regular da National Football League. Antes da temporada, o proprietário do New York Yanks, Ted Collins, resolveu vender os direitos de sua franquia novamente a liga por US$100,000, após uma temporada de 1951 com dificuldades, registrando uma vitória, nove derrotas e dois empates. Na partida final da equipe em 1951, apenas 6,658 fãs compareceram no Yankee Stadium na derrota por 27 a 17 para o New York Giants. Após, a venda, dois irmãos milionários do Texas resolveram comprar os direitos da franquia dos Yanks, renomeando à Dallas Texans.  
Após uma temporada acirrada entre Los Angeles Rams e Detroit Lions pelo título da National Conference, eles acabaram terminando empatados na primeira colocação, precisando assim, de uma partida de playoffs para desempatar e consagrar o campeão da conferência que enfrentaria o já classificado Cleveland Browns, que, pela terceira vez consecutiva classificou-se à final da liga, em seus três primeiros anos na NFL.  
Na partida desempate - divisional round - em 21 de Dezembro de 1952, no Briggs Stadium, em Detroit, Michigan, o Detroit Lions venceu por 31 a 21 para 47,645 pessoas, classificando-se a final, contra o Browns, que ocorreu em 28 de Dezembro de 1952 no Cleveland Municipal Stadium em Cleveland, Ohio para um total de 50,934. Fora de casa, o Lions venceu novamente, por 17 a 7, consagrando-se campeão da NFL em 1952, pela segunda vez na história da franquia, a primeira havia sido em 1935.  

## Draft
O Draft para aquela temporada foi realizado novamente no Hotel Statler em Filadélfia, Pensilvânia, em 17 de Janeiro de 1952. E, com a primeira escolha, o Los Angeles Rams selecionou o quarterback, Bill Wade da Universidade Vanderbilt.

## Classificação Final
Assim ficou a classificação final da National Football League em 1952.
P = Nº de Partidas, V = Vitórias, D = Derrotas, E = Empates, PCT = Porcentagem de vitória, DIV = Recorde de partidas da própria divisão, PF = Pontos a favor, PA = Pontos contra
| NFL American Conference |   |   |   |      |     |     |     |
| Time                    | V | D | E | PCT  | DIV | PF  | PC  |
| Cleveland Browns        | 8 | 4 | 0 | .667 | 7–3 | 310 | 213 |
| Philadelphia Eagles     | 7 | 5 | 0 | .583 | 6–4 | 252 | 271 |
| New York Giants         | 7 | 5 | 0 | .583 | 5–4 | 234 | 231 |
| Pittsburgh Steelers     | 5 | 7 | 0 | .417 | 4–5 | 300 | 273 |
| Chicago Cardinals       | 4 | 8 | 0 | .333 | 3–7 | 172 | 221 |
| Washington Redskins     | 4 | 8 | 0 | .333 | 4–6 | 240 | 287 |

| NFL National Conference |   |    |   |      |     |     |     |
| Time                    | V | D  | E | PCT  | DIV | PF  | PC  |
| Los Angeles Rams        | 9 | 3  | 0 | .750 | 7–3 | 344 | 192 |
| Detroit Lions           | 9 | 3  | 0 | .750 | 8–2 | 349 | 234 |
| San Francisco 49ers     | 7 | 5  | 0 | .583 | 6–3 | 285 | 22  |
| Green Bay Packers       | 6 | 6  | 0 | .500 | 3–6 | 295 | 312 |
| Chicago Bears           | 5 | 7  | 0 | .417 | 4–6 | 245 | 326 |
| Dallas Texans           | 1 | 11 | 0 | .083 | 1–9 | 182 | 427 |

## Playoffs
O Lions jogou em casa e venceu a partida de playoff pelo título da National Conference (Conferência Nacional) Os Browns jogaram em casa o championship game da NFL , mas foram derrotados pelos Lions.
|  | National Conference playoff | National Conference playoff | National Conference playoff |  |  | NFL Championship | NFL Championship | NFL Championship |
|  |                             |                             |                             |  |  |                  |                  |                  |
|  |                             |                             |                             |  |  | A                | Cleveland Browns | 7                |
|  | N                           | Los Angeles Rams            | 21                          |  |  | N                | Detroit Lions    | 17               |
|  | N                           | Detroit Lions               | 31                          |  |  |                  |                  |                  |

## Líderes em estatísticas da Liga
| Estatística                                 | Nome              | Equipe              | Total |
| ------------------------------------------- | ----------------- | ------------------- | ----- |
| Passando                                    |                   |                     |       |
| Jardas de Passe                             | Otto Graham       | Cleveland Browns    | 2816  |
| Passes para TD                              | Otto Graham       | Cleveland Browns    | 20    |
| Passes para TD                              | Jim Finks         | Pittsburgh Steelers | 20    |
| % de Passes Completos                       | Norm Van Brocklin | Los Angeles Rams    | .551  |
| Correndo                                    |                   |                     |       |
| Jardas Corridas                             | Dan Towler        | Los Angeles Rams    | 894   |
| Corridas para TD                            | Dan Towler        | Los Angeles Rams    | 10    |
| Recebendo                                   |                   |                     |       |
| Jardas Recebidas                            | Billy Howton      | Green Bay Packers   | 1231  |
| Nº de Recepções                             | Mac Speedie       | Cleveland Browns    | 62    |
| Recepções para TD                           | Cloyce Box        | Detroit Lions       | 17    |
| Defesa                                      |                   |                     |       |
| Interceptações                              | Night Train Lane  | Los Angeles Rams    | 14    |
| Times Especiais                             |                   |                     |       |
| Média de Punt                               | Horace Gillom     | Cleveland Browns    | 45.5  |
| Números coletados do Pro Football Reference |                   |                     |       |

## Prêmios
Criada em 1948, a United Press International NFL Most Valuable Player Award, abreviada UPI NFL MVP, não entregou prêmio nesta temporada para o jogador mais valioso.

## Treinadores

### Troca de Treinadores

#### Pré-Temporada
- Chicago Cardinals: Joe Kuharich tornou-se o novo treinador principal do Cardinals. Curly Lambeau renunciou após 10 jogos em 1951. Phil Handler e Cecil Isbell então atuaram como co-treinadores nos dois jogos finais da temporada[15].
- Dallas Texans: A equipe contratou os serviços do ex-técnico do New York Yanks, James Phelan.
- Philadelphia Eagles: Jim Trimble se tornou o novo treinador principal. Bo McMillin aposentou-se após dois jogos em 1951, após ser diagnosticado com câncer de estômago terminal. Wayne Millner serviu como interino pelo resto da temporada[16].
- Pittsburgh Steelers: John Michelosen foi substituído por Joe Bach[17].
- Washington Redskins: Curly Lambeau se tornou o novo treinador principal. Herman Ball foi demitido após três jogos em 1951. Dick Todd serviu como interino pelo resto da temporada[18].

#### Temporada
- Los Angeles Rams: Joe Stydahar renunciou após um jogo na temporada e foi substituído por Hamp Pool[19].

## Troca de Estádios
- O Dallas Texans jogou seus primeiros quatro jogos em casa da temporada regular no Cotton Bowl em Dallas, seu quinto jogo em casa no Rubber Bowl em Akron, Ohio, e seu sexto e último jogo em casa no estádio do adversário, Detroit Lions, Briggs Stadium)[20].
- As partidas em casa do Green Bay Packers em Milwaukee foram transferidos do Wisconsin State Fair Park para o Marquette Stadium.

## Biografia
- NFL Record and Fact Book (ISBN 1-932994-36-X)
- NFL History 1931–1940 (Last accessed December 4, 2005)
- Total Football: The Official Encyclopedia of the National Football League (ISBN 0-06-270174-6)